# Тха (тибетская буква)

Тха пхакпа

Тха (Вайли Tha) — десятая буква тибетского алфавита, выступает только как слогообразователь и образует четыре инициали. При передаче заимствований из санскрита для индийского ретрофлексного тхакара применяется заркальное отражение буквы тха — .
Числовое значение: тха — 10, тхи — 40, тху — 70, тхэ — 100, тхо — 130.
В словаре раздел буквы тха занимает около четырёх процентов объёма. Инициали в словаре располагаются в следующем порядке:
| Инициаль | Дакчха      | Пример            | Комментарий        |
|          | Тха         | Тхакпа — верёвка  |                    |
|          | Тхарататхра | -                 | Малоупотребительна |
|          | Маотхатха   | Тху — сила, магия |                    |
|          | Аотхатха    | Тхапдзин — борьба |                    |